# Islas Año Nuevo
Die Islas Año Nuevo (deutsch Neujahrs-Inseln) sind eine unbewohnte, felsige Inselgruppe nördlich der Isla de los Estados und östlich der Isla Grande de Tierra del Fuego. Sie liegt im äußersten Südosten Argentiniens, gehört zu Feuerland und zählt administrativ zum Gebiet von Stadt und Bezirk Ushuaia der argentinischen Provinz Tierra del Fuego. Benannt wurde die Inselgruppe von James Cook, der sie am 1. Januar 1775 erreichte. Er durchquerte die Le-Maire-Straße Richtung Osten auf der Suche nach einem sicheren Hafen. Cook war von der Meeresfauna angezogen, die er dort vorfand, und nannte seinen Ankerort New Year’s Harbour, was später zum Namen für die Inselgruppe wurde.
Zur Inselgruppe Año Nuevo gehören fünf flache, niedrig gelegene Inseln: Observatorio, Elizalde, Zeballos, Alférez Gofre und Gutiérrez. Die Küstenlinien der Inseln sind felsig und von Riffen gesäumt und die Oberflächen sind nur spärlich bewachsen. Der größte Teil der Böden besteht aus Torf.
Bis auf Observatorio sind die Inseln für Menschen unzugänglich. Auf ihnen befinden sich große Pinguinkolonien, Kormorane und Meeressäugetiere wie die Mähnenrobbe oder der Südliche See-Elefant. Die Inselgruppe wurde als Naturschutzgebiet Isla de los Estados y Archipiélago de Año Nuevo unter Schutz gestellt und darf nur noch von zugelassenen und reglementierten Besuchergruppen betreten werden.

## Geschichte
Im 20. Jahrhundert diente die Inselgruppe Gefangenen als Zufluchtsort, die aus dem Gefängnis der Isla de los Estados geflohen waren. Da die Inseln dauerhaftes Leben nicht ermöglichen, wurden viele von ihnen dort später tot aufgefunden.

## Isla Observatorio

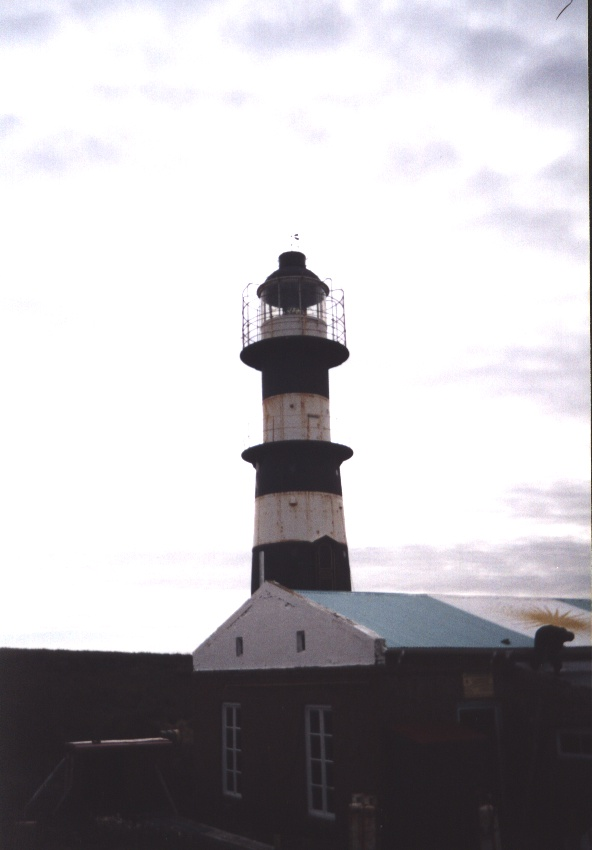
Faro Año Nuevo

Auf Isla Observatorio wurde 1884 ein Leuchtturm errichtet, um die schwierige Navigation bei der Umrundung von Kap Hoorn zu erleichtern. Es war der erste Leuchtturm, den Argentinien auf See errichtet hatte. Im Jahr 1901 wurde mit dem 21,7 m hohen Leuchtturm Faro Año Nuevo 3 ein Ersatz für den ersten Turm gebaut und in Betrieb genommen. Zusammen mit dem neuen Leuchtturm wurden ein magnetisches Observatorium und verschiedene meteorologische Einrichtungen auf Verlangen der Royal Geographical Society of London errichtet. Auch ergänzende Bauten wie Häuser und Lagerhallen entstanden. Bis auf den Leuchtturm wurden 1917 die Anlagen stillgelegt, da nach der Eröffnung des Panamakanals im Jahr 1916 der Seeverkehr stark zurückging. Der Leuchtturm von Año Nuevo wurde durch das Dekret Nr. 64 von 1999 zum Nationalen Historischen Denkmal erklärt. Er ist noch immer in Betrieb.
Der Zugang zur Insel Observatorio ist heute reglementiert. Nur Touristen werden auf die Insel gelassen, die von der Stadt Ushuaia anreisen und die Nacht auf dem Boot verbringen. Auf der Insel befindet sich ein Überwachungs- und Seeverkehrskontrollposten der argentinischen Marine. Vor Jahren diente Observatorio aufgrund seiner strategischen Lage als Stützpunkt für Expeditionen auf dem Weg zum antarktischen Kontinent.